# Kismara Pessatti

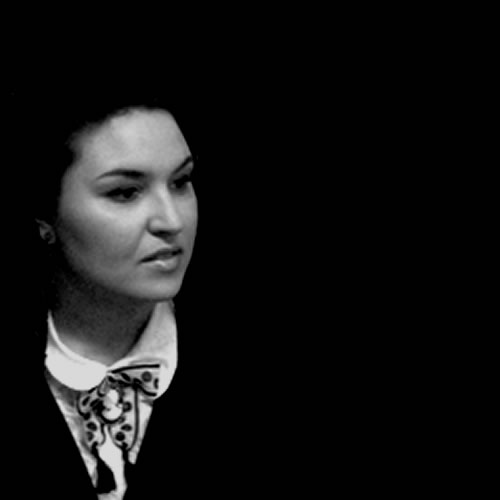
Kismara Pessatti

Kismara Pessatti (* 3. Juni 1974 in Curitiba) ist eine brasilianische Opern- und Konzertsängerin (Alt).

## Leben
Die brasilianische Opernsängerin studierte in ihrer Heimat Gesang (Escola de Música e Belas Artes do Paraná) und Schauspiel (Pontifícia Universidade Católica do Paraná), an der Hochschule für Musik Hanns Eisler (Norma Sharp, Júlia Várady) in Berlin bekam sie das Diplom als Opern- und Konzertsängerin. In Meisterklassen von Thomas Hampson, Francisco Araiza, Reri Grist, Ruth Rohner und Alberto Zedda bildete sie sich weiter. Nach Mitgliedschaft im Opernstudio war sie von 2003 bis 2008 Ensemblemitglied am Opernhaus Zürich.
Heute ist die Altistin sowohl als Opern- als auch Konzertsängerin international tätig, wie unter anderen als Carmen beim Bergischen Symphoniker, als Orfeo in Orfeo ed Euridice im Theatro Municipal de São Paulo, als Maddalena in Rigoletto in Saint-Étienne, als Erda in Der Ring des Nibelungen (Richard Wagner) im Aalto-Theater Essen, sowie als Solistin in der 2. und 8. Sinfonie von Gustav Mahler, Karl Amadeus Hartmanns 1. Sinfonie, Messiah von Händel, Bachs Johannes- und Matthäus Passion, Arthur Honeggers Jean d'Arc au bûcher, "Wagner Zyklus" (Das Rheingold, Die Walküre, Götterdämmerung) an der Berliner Philharmonie, Mozarts Requiem und Verdis Messa da Requiem, Manuel de Fallas El amor brujo. Die Brasilianerin gastierte in verschiedenen Ländern wie Deutschland, Holland, Japan, England, Frankreich, Venezuela – Orquesta Sinfónica de la Juventud Venezolana Simón Bolívar, Italien, Schweiz, Russland, Kolumbien und Brasilien.
Kismara Pessatti hat mit Dirigenten wie Nikolaus Harnoncourt, Lothar Zagrosek, Marek Janowski, Franz Welser-Möst, Nello Santi, Vladimir Fedoseyev, Ralf Weikert, Ingo Metzmacher, Thomas Adès, Ádám Fischer, Vladimir Jurowski, Markus Stenz, Patrick Fournillier, Teodor Currentzis, Facundo Agudin, Christoph von Dohnányi, Bernard Haitink, Stefan Soltesz, Lorin Maazel, Helmuth Rilling (Internationale Bachakademie Stuttgart) zusammengearbeitet.
Pessatti verfügt über ein umfangreiches Repertoire, das von Monteverdi über Rossini und Wagner bis zur Neuen Musik reicht. Die Künstlerin spricht sechs Sprachen und lebt in Zürich.

## Theater- und Konzertauftritte
- Bunkamura Orchard Hall (Tokio) – Rosenkavalier, Traviata
- Teatro La Fenice (Venedig) – Elektra
- Opernhaus Zürich – Faust, Boris Godunov, Lucia di Lammermoor, Tiefland, Rigoletto, Lady Macbeth von Mzensk
- Konzerthaus Berlin – 9. Sinfonie (Beethoven), Orpheus und Euridyke (E. Krenek)
- Theatro Municipal (São Paulo) – Orfeo, Pelleás et Mélisande, Te Deum Budavári (Z. Kodály)
- Royal Festival Hall (London) – Rosenkavalier, L’Incoronazione di Poppea
- Tonhalle Zürich – Faust Szenen (Schubert), f-Moll Messe (Bruckner), Walpurgisnacht (F. Mendelssohn Bartholdy)
- Teatro Amazonas (Manaus, Brasilien) – Les Troyens (H. Berlioz), Pelléas et Mélisande (C. Debussy)
- Philharmonie Essen – Messiah (Händel)
- Concertgebouw (Amsterdam) – El Amor Brujo (M. de Falla), 1. Sinfonie (K. A. Hartmann), Die Frau ohne Schatten (R. Strauss)
- Berliner Philharmonie – Wagner Zyklus unter Marek Janowski: Das Rheingold, Die Walküre, Götterdämmerung

## Aufnahmen
- Christian Favre: Requiem (erste CD-Einspielung), aufgenommen in der Salle de la Musique – La Chaux-des-Fonds (mit dem Orchestre Symphonique du Jura), Schweiz, 2010 CD Doron Music (Agudin, Tauran, Pessatti, Müller, Abadie)
- Eugen d’Albert Tiefland, Opernhaus Zürich 2009, DVD EMI (Welser-Möst, mit Hartmann, Goerne, Polgár, Schnitzer)
- Richard Wagner: Parsifal, Opernhaus Zürich 2008, DVD Deutsche Grammophon (Haitink, Hollmann, Ventris, Naef, Volle, Salminen)
- Giuseppe Verdi: Rigoletto, Opernhaus Zürich, 2006 DVD Arthaus Musik (Nello Santi, Deflo, Moşuc, Beczala, Polgár)
- Richard Strauss: Elektra, Opernhaus Zürich, 2006, DVD TDK (Dohnanyi, Kusej, Johansson, Lipovšek, Muff, Diener)